# Ichneumon pellionellae
Ichneumon pellionellae är en stekelart som beskrevs av Anders Jahan Retzius 1783. Ichneumon pellionellae ingår i släktet Ichneumon och familjen brokparasitsteklar. Arten är reproducerande i Sverige. Inga underarter finns listade i Catalogue of Life.